# 奧托一世 (不倫瑞克-哥廷根)
「邪惡」奧托 (约1340年—1394年12月13日於哈爾德格森)，韋爾夫家族成員，不倫瑞克-哥廷根公爵（1367年至1394年在位）。

## 生平
奧托的父親是恩斯特一世（1305年—1367年），於1345年執掌哥廷根公國。在共同攝政數年後，奧托於1367年接管這個經濟薄弱的小公國。奧托最初居住在哥廷根市，並在那裡舉辦過幾場大型馬上長矛比武。然而，隨著時間的推移，奧托與城裡居民發生了一些糾紛。
奧托的同時代人稱他為「四方」（der Quade），低地德語意為「邪惡」。他之所以獲得這個綽號，是因為他幾乎捲入一系列不間斷的爭鬥。奧托被描述為前騎士團的傑出代表他經常與貴族騎士結盟，對抗其他親王國或城邦，因為他厭惡這些城邦日益增長的權力。在這些衝突中，奧托經常改變立場。有時，他會同時參與多場爭鬥。
自1367年起，奧托開始追求對黑森伯爵領地的世襲所有權。他試圖與星光聯盟的騎士們結成軍事聯盟，以維護自己的權利。同時，他也參加呂訥堡王位繼承戰爭。起初，他站在馬格努斯二世這邊，對抗阿斯坎尼王朝。他成功地在1374年至1381年間統治布倫瑞克。最終，他在黑森和布倫瑞克都失敗了，不得不撤軍以換取經濟補償。
1387年，奧托試圖對哥廷根城施加影響，但收效甚微。同年4月，哥廷根市民攻佔城牆內的公爵城堡。作為回應，奧托摧毀該地區的村莊和農莊。在同年7月於羅斯多夫和格羅內之間展開的激戰中，由烏斯拉爾的莫里茲率領的市民擊敗奧托。奧托於8月被迫承認哥廷根在該地區的領地歸還。

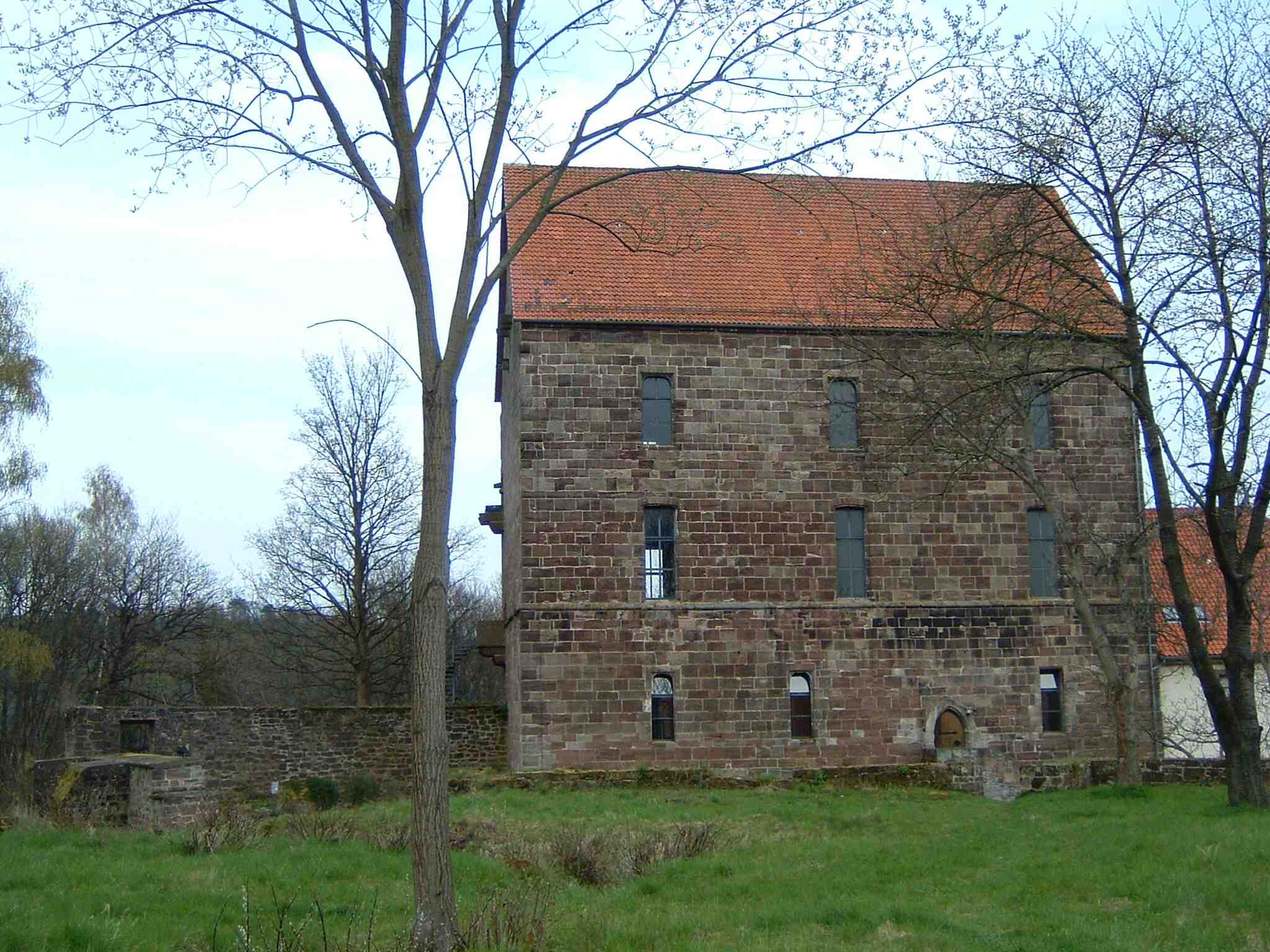
在生命的最後幾年，奧托大部分時間都住在哈爾德格森城堡

被驅逐出哥廷根後，奧託不得不遷往哈爾德格森，他於1379年從羅斯多夫領主手中購得哈德格城堡。此時，他已被逐出教會，因此被葬於諾特海姆維布雷希茨豪森修道院教堂北側的一塊不潔之地。他死後被解除逐出教會的禁令。此後，人們在他的墓地上建造了一座墳墓，並在其周圍建造了一座小教堂。這座小教堂後來與教堂相連。
對奧托一世的最終評價是負面的，因為他高估了自己的權力，同時進行過多的戰鬥導致自身實力削弱。他把一個負債累累、政治混亂的國家留給他的獨子奧托三世。

## 婚姻與子嗣
奧托一世先娶荷爾斯泰因-普隆伯爵約翰三世的女兒米羅斯瓦娃，有一子名為威廉，但於1391年逝世。
奧托一世於1379年與於利希-貝格公爵威廉七世之女瑪格麗特（約1364年-1442年7月18日）結婚。他們育有三名子女：
1. 奧托二世，繼承父親的爵位
2. 安娜，先嫁給邁森藩侯威廉一世（英语：William I, Margrave of Meissen）為第二任妻子[1]，再嫁亨訥貝格-施洛伊辛根伯爵威廉一世（德语：Wilhelm I. (Henneberg-Schleusingen)）
3. 伊莉莎白，嫁給不倫瑞克-格魯本哈根公爵埃里希一世[2]。

## 外部連結
- The House of Guelph

| 奧托一世 (不倫瑞克-哥廷根) 韋爾夫王朝埃斯特家族的分支出生于：约1340年逝世於：1394年 | 奧托一世 (不倫瑞克-哥廷根) 韋爾夫王朝埃斯特家族的分支出生于：约1340年逝世於：1394年 | 奧托一世 (不倫瑞克-哥廷根) 韋爾夫王朝埃斯特家族的分支出生于：约1340年逝世於：1394年 |
| 統治者頭銜                                                                          | 統治者頭銜                                                                          | 統治者頭銜                                                                          |
| ----------------------------------------------------------------------------------- | ----------------------------------------------------------------------------------- | ----------------------------------------------------------------------------------- |
| 前任者： 恩斯特一世                                                                 | 哥廷根親王 1367年–1394年                                                            | 繼任者： 奧托二世                                                                   |